# Becerril de Campos
Becerril de Campos é um município da Espanha na província de Palência, comunidade autónoma de Castela e Leão, de área 78,96 km² com população de 973 habitantes (2004) e densidade populacional de 12,32 hab./km².

## Demografia
| Variação demográfica do município entre 1991 e 2004 | Variação demográfica do município entre 1991 e 2004 | Variação demográfica do município entre 1991 e 2004 | Variação demográfica do município entre 1991 e 2004 |
| --------------------------------------------------- | --------------------------------------------------- | --------------------------------------------------- | --------------------------------------------------- |
| 1991                                                | 1996                                                | 2001                                                | 2004                                                |
| 1252                                                | 1182                                                | 1056                                                | 1028                                                |

## Links
- Información, historia y fotografías de Becerril